# 5260 Philvéron
5260 Philvéron è un asteroide della fascia principale. Scoperto nel 1989, presenta un'orbita caratterizzata da un semiasse maggiore pari a 2,6010275 UA e da un'eccentricità di 0,1083198, inclinata di 13,70189° rispetto all'eclittica.